# Pulsus tardus et parvus
Es la onda de pulso caracterizada por tener una amplitud disminuida (parvus), una velocidad de ascenso lenta (tardus), sin embargo este pulso es regular y también rítmico; Esto se debe a que el flujo sanguíneo está limitado, por lo cual la intensidad o amplitud es baja y su velocidad de ascenso disminuido.
Este tipo de pulso lo podemos hallar en la estenosis aórtica, valvulopatía en la cual la válvula aórtica no puede abrirse lo suficiente, dando un flujo sanguíneo limitado y permitiendo que haya una sobrecarga de presión a nivel del ventrículo izquierdo.

## Características

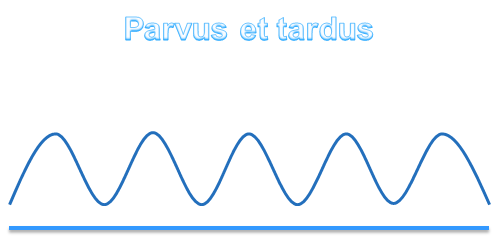
Parvus et tardus

1. Amplitud o intensidad disminuida.
2. Frecuencia normal.
3. Rítmico.
4. Velocidad de ascenso baja.
5. La forma de la onda esta

- Datos: Q7259715